# Oenothera filipes
Oenothera filipes är en dunörtsväxtart som först beskrevs av Édouard Spach, och fick sitt nu gällande namn av Warren Lambert Wagner och Hoch. Oenothera filipes ingår i släktet nattljussläktet, och familjen dunörtsväxter. Inga underarter finns listade i Catalogue of Life.